# Instituto Iepé
O Iepé é uma entidade sem fins lucrativos criada para prestar assessoria direta a demandas de formação e capacitação apresentadas pelas comunidades indígenas do Amapá e Norte do Pará, visando o fortalecimento de suas formas de gestão comunitária e coletiva.
O Iepé reúne um grupo de profissionais com um histórico de trabalho conjunto, seja na atuação indigenista, seja na sua formação e atuação acadêmica, através do NHII/USP e do antigo Grupo MARI de Educação Indígena do Departamento de Antropologia da USP.